# Monnaies liégeoises
Pour les articles homonymes, voir Monnaie (homonymie).
Les monnaies liégeoises étaient les monnaies utilisées de 980 à 1785 dans la principauté de Liège.
Elle furent peu à peu remplacées durant les conquêtes napoléoniennes par le franc français, puis en 1816 par le florin du royaume-uni des Pays-Bas, auquel, en 1830, succéda le franc belge.

## Historique
Au commencement du Xe siècle, l'empereur Louis IV donna aux évêques de Liège le droit de frapper monnaie ou plutôt les émoluments de l'atelier monétaire jus telonei et monetae, à Maastricht in Trajecto. En 985, Otton ajouta à cette libéralité la permission d'avoir une monnaierie in loco fossis nuncupato. Postérieurement les ateliers monétaires des évêques de Liège se multiplièrent à Huy, à Thuin, à Duisbourg, à Tongres et à Hasselt. Dans une foule de localités il y a donc une monnaie épiscopale qui à dater de 900 environ est frappée au type impérial. À la fin du même siècle l'évêque Notger met le premier sa propre effigie sur son numéraire. À dater de cette époque les monnaies liégeoises ont une grande variété de types, les prélats représentés d'abord de face et la tête nue sont ensuite mitrés et de profil. Les revers font voir la cathédrale, elle-même une crosse entre deux étoiles posée sur des degrés un aigle un cheval attaché à un arbre deux oiseaux becquetant, une grappe de raisin, un lion, un perron accosté de deux lis, un évêque debout le nom de l'empereur régnant figure quelquefois dans l'une des légendes.
Dans le pays de Liège, on peut par la suite compter trois espèces différentes de monnaies, celle des évêques, celle des communes et celle des feudataires. C'est un fait hors de doute que les petits feudataires liégeois comme les puissants battaient monnaie dans leurs seigneuries mais elle n'avait souvent cours que dans l'étendue de leur juridiction.

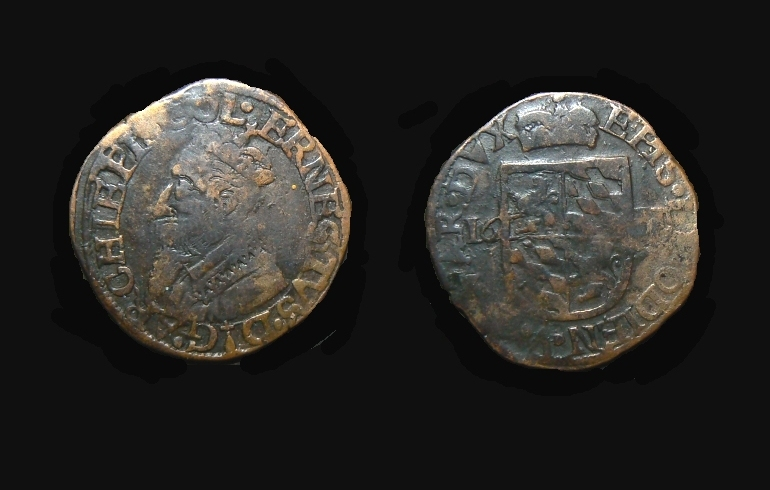
Monnaie liégeoise d'Ernest de Bavière

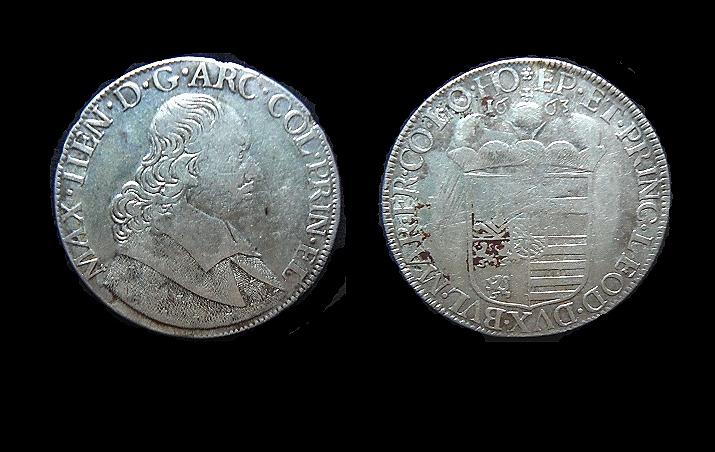
Patagon(?) liégeois de Maximilien-Henri de Bavière. 1663

Le Saint Empire avait un droit général d'inspection sur le système monétaire ainsi que l'avait statué en 1570 la diète de Spire. Le pays de Liège ressortissant du cercle de Westphalie, c'était à Cologne que deux fois l'an, le 1er mai et le 1er octobre, on procédait à l'examen des monnaies des feudataires c'est-à-dire qu'on y vérifiait jusqu'à quel point l'exercice du droit de battre monnaie leur était permis. En 1582, Ernest de Bavière députa à Cologne près de la commission impériale, l'un de ses conseillers qui démontra l'étendue des privilèges de son souverain.
Les monnaies d'or étaient alignées sur le système du florin (un florin de 3,50 g d'or), et prirent le nom également de « ducat » ou « ducaton ».
Le patagon des Pays-Bas espagnols, dont une version fut frappée à Liège par Maximilien-Henri de Bavière est inspiré du thaler du Saint-Empire romain germanique et reproduit un format de monnaie en argent, le thaler, qui se propagera partout dans le monde.
C’est sous le règne d'Maximilien-Henri de Bavière, en 1622, qu'est introduit à Liège le balancier pour frapper monnaie. Il y avait aussi en 1681 dans la manufacture de Liège, un moulin pour la fabrication des flans monétaire[réf. nécessaire].

## Types de monnaie
- Blanmûse (« plaquette » ou « demi-escalin », du néerlandais blammuyser) : cinq sous, un quart de florin

### Monnaies en cuivre
- Broûlé : par exemple de 12 sous, de 16 sous...
- Çans (« cent ») : cent (centième du florin hollandais) ; après 1830, pièces de 1 et 2 centimes de franc
- Êdant (« liard ») : valeur d'un quart de sou (le liard est une monnaie de cuivre qui est en vigueur en France, dans les Pays-Bas espagnols (la future Belgique) et dans la principauté de Liège)
- Patår (« patard ») : sou liégeois (un dixième d'escalin, 4 liards, ou 2 gros)

### Monnaies en argent
- Cårlus (« carolus » ou « double escalin ») : valeur de deux escalins (20 sous de Liège) ; un florin Brabant-Liège (le carolus est une pièce frappée à l'effigie de Charles Quint; le sol ou sou est une monnaie qui est restée longtemps en usage, en dernier lieu, elle représentait la vingtième partie d'un franc; en Belgique, une pièce de cinq francs était appelée "cent sous").
- Ducaton liégeois  (pièces d'argent)
- Patacon (« patagon ») : écu liégeois (8 escalins) voir aussi patacón ;
- Skèlin (« escalin », de l'ancien anglo-saxon skilling) : valeur de dix sous.